# Mark Aronovitch Naïmark
Mark Aronovitch Naïmark (en russe : Марк Ароно́вич Наймарк), né le 5 décembre 1909 à Odessa (Empire russe) et décédé le 30 décembre 1978 à Moscou (Union soviétique), est un mathématicien soviétique. 

## Biographie
Mark Naïmark passa sa thèse en 1943 à l'Institut de mathématiques Steklov en sciences physico-mathématiques.
Il était un très important spécialiste de l'analyse fonctionnelle. Ses travaux dans la théorie des anneaux normés, de la représentation en dimension infinie des groupes continus classiques, de la théorie des groupes de Lie et des opérateurs différentiels lui donnèrent une renommée mondiale.
Il publia un grand nombre de mémoires appliqués dans les comptes-rendus de l'institut de géophysique de l'Académie des sciences d'URSS.
Ses travaux ont trouvé des applications en élasticité, électrodynamique et acoustique.
Il est notamment connu pour
- le théorème de Gelfand-Naimark (en) ;
- la construction de Gelfand-Naimark-Segal (en).

Il a enseigné pendant plus de quinze ans à l'Institut physico-technique de Moscou auprès des ingénieurs et des physiciens.

## Publications
- Représentations unitaires des groupes classiques (avec Israel Gelfand, 1950)
- Opérateurs différentiels linéaires, 1954
- Anneaux normés, 1956
- Les représentations linéaires du groupe de Lorentz, 1958 (traduction française dans la collection travaux et recherches mathématiques, volume VII, Dunod, 1962))
- Théorie de la représentation des groupes, 1974

(tous les ouvrages sont en russe)